# Johanna Ahlm
Johanna Maria Helène Ahlm (* 3. Oktober 1987 in Göteborg, Schweden) ist eine ehemalige schwedische Handballspielerin.

## Karriere
Ahlm spielte bis 2009 beim schwedischen Erstligisten IK Sävehof, mit dem sie 2006, 2007 und 2009 die schwedische Meisterschaft gewann. Im Sommer 2009 wechselte die Rückraumspielerin zum dänischen Verein Aalborg DH. Im Oktober 2009 wurde Ahlm bis zum Saisonende an den Ligarivalen Viborg HK ausgeliehen. Mit Viborg gewann sie 2010 die EHF Champions League und die dänische Meisterschaft. Anschließend unterzeichnete sie einen Vertrag beim VHK. Ab der Saison 2013/14 spielte sie beim Ligarivalen Team Esbjerg. Im Sommer 2015 schloss sie sich dem FC Midtjylland Håndbold an. Mit Midtjylland gewann sie 2015 den dänischen Pokal. Ahlm kehrte im Sommer 2016 zum IK Sävehof zurück. Mit Sävehof gewann sie 2018 und 2019 die schwedische Meisterschaft. Nach der Saison 2018/19 beendete sie ihre Karriere.
Ahlm bestritt 141 Länderspiele für die schwedische Nationalmannschaft, in denen sie 460 Treffer erzielte. Die schwedische Handballerin des Jahres 2008 nahm mit Schweden an den Olympischen Sommerspielen 2008 teil, wo sie im Viertelfinale am späteren Olympiasieger Norwegen scheiterte. Sie gehörte zum Aufgebot ihres nationalen Verbandes bei der Weltmeisterschaft 2009 in China. Im Sommer 2012 nahm sie an den Olympischen Spielen in London teil. Bei der Europameisterschaft 2014 gewann sie mit Schweden die Bronzemedaille.